# 魯吉噶
魯吉噶（梵文：Lucikapa），印度大乘密宗人士，八十四成就者之一。

## 簡介
魯吉噶是住在孟加拉東部的婆羅門。當他的親友一個個面臨死亡後，讓他領悟無常的可怕，在心中生起對輪迴的厭惡感，卻無法遇到一位真正的上師教導他佛法，因而無法做任何修持。某天有位瑜珈士正好路過城郊，魯吉噶歡喜趨前向瑜珈士致敬請求授法。於是瑜珈士答應了魯吉噶，給予他上樂金剛的灌頂，以及生起次第和圓滿次第的教法。
魯吉噶依照瑜珈士的教導進行禪修。在十二年的光陰中，他得到結合生起次第與圓滿次第的能力而成就，之後在天空中宣講了他的歷練，隨即進入空行的淨土中。